# The Shepherd’s Calendar

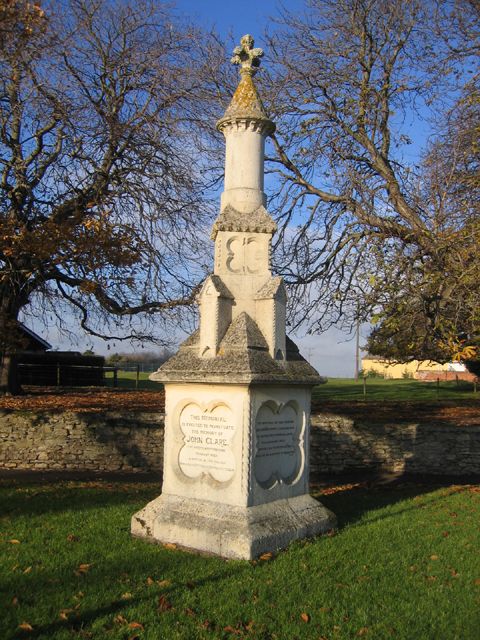
Monument ku czci Johna Clare’a w Helpston, Peterborough

The Shepherd’s Calendar – cykl romantycznego angielskiego poety Johna Clare’a składający się z dwunastu wierszy, opublikowany w 1827 w tomie The Shepherd's Calendar: with Village Stories and Other Poems. Tytuł stanowi nawiązanie do dzieła renesansowego epika Edmunda Spensera z 1579. 
Zobacz też: November.